# Movimiento anglicano de Continuación
El Movimiento Anglicano de Continuación es un grupo de iglesias cristianas herederas de la tradición anglicana que, bajo el liderazgo y la dirección del obispo Albert Arthur Chambers, se separó de la Comunión anglicana de Canterbury o de alguna provincia de ella, debido a su rechazo hacia lo que perciben como un alejamiento de la ortodoxia por la iglesia oficial de Canterbury. El movimiento se originó primero en la Iglesia Episcopal en los Estados Unidos de América (ECUSA) y también en la Iglesia Anglicana del Canadá. Las iglesias relacionadas en otros países, como la Iglesia Católica Anglicana en EE. UU., Canadá y Australia y la Iglesia de Inglaterra (Continuación) fueron fundadas posteriormente. Las políticas y doctrinas oficiales de las Provincias de la Comunión Anglicana que más han contribuido al surgimiento y fundación de iglesias de Continuación han sido la aprobación del sacerdocio femenino y la introducción de versiones revisadas heterodoxas del Libro de Oración Común, que desechan las ediciones históricas, ortodoxas y clásicas del L.O.C. de 1928 para Estados Unidos y de 1962 para Canadá. Una de las carecterísticas fundamentales de las Iglesias Continuantes Anglicanas es una teología y cuerpo doctrinal basado en la Afirmación de San Luis, y la Sucesión Histórica del Ministerio, que emerge directamente de las Consagraciones hechas por el obispo Albert Chambers.

## Establecimiento
En 1976, la Convención General de la Iglesia Episcopal en los Estados Unidos de América aprobó la ordenación de mujeres al sacerdocio y al episcopado, del mismo modo, adoptó provisionalmente un nuevo y doctrinalmente polémico Libro de Oración Común, más tarde reconocido como "Versión de 1979". Durante el año siguiente (1977), varios miles de clérigos y laicos episcopalianos discrepantes de aquellas decisiones y acciones respondieron con un encuentro en San Luis (Misuri), bajo el auspicio de la Fraternidad de Clérigos Preocupados (Fellowship of Concerned Churchmen) llamado Congreso de St. Louis en donde adoptaron su declaración teológica fundamental, la Afirmación de San Luis. Tal documento expresaba su determinación de "seguir en la fe católica, el orden apostólico, la adoración ortodoxa y el testimonio evangélico de la iglesia anglicana tradicional, haciendo todas las cosas necesarias para la continuación de la misma".
Tras esta reunión surgió de hecho una nueva iglesia con el nombre provisional de Iglesia Anglicana de América del Norte. El primer obispo de esta iglesia fue el reverendísimo Charles D. D. Doren, consagrado por un obispo emérito de ECUSA, el reverendísimo Albert Chambers, junto el obispo Francisco de Jesus Pagtakhan de la Iglesia Católica Independiente de Filipinas y, aunque se le esperaba como tercer obispo participante en la consagración de Doren, el reverendísimo Mark Pae, de la Iglesia Anglicana de Corea envió en su lugar una carta de consentimiento. Las consagraciones de obispos en el anglicanismo normalmente implican la participación de tres obispos ya consagrados como una garantía de los méritos del candidato, pero hay muchos casos en la historia de la Iglesia en que solo un obispo pudo consagrar, y estas no han sido consideradas consagraciones inválidas por el solo hecho de faltar alguno de los tres obispos acostumbrados.
Durante el proceso de ratificación de la Constitución de la nueva iglesia, se desarrollaron varias disputas entre las diócesis involucradas, lo que resultó en dos nuevas iglesias estadounidenses y una canadiense. Estas son: la Iglesia Anglicana Católica, la Diócesis de Cristo el Rey (más tarde renombrada como Provincia Anglicana de Cristo el Rey), y la Iglesia Católica Anglicana del Canadá. Varios años después de estos hechos, se fundó también la Iglesia Episcopal Unida de América del Norte.

## Acercamiento Teológico
Las iglesias de continuación son generalmente de énfasis Anglo-Católico, y en contados casos algunas iglesias continuantes conservan las liturgias propias del Misal Anglicano de la high church. La mayor parte continuante de estas iglesias nacionales adoptaron el Libro de Oración Común de 1928 que precedió a la versión adoptada por ECUSA a partir de 1979 (aunque otros misales y formas siguen en uso). De la misma manera, el uso de la versión King James de la Biblia en inglés (también denominada como "Versión Autorizada") continúa en detrimento de traducciones más modernas como una señal caracterizadora de la mayor parte de las iglesias anglicanas de continuación.
Los principios de la Afirmación de Saint Louis, proporcionan cierta base de unidad para el movimiento (que en la mayoría de los casos rechaza los 39 artículos de la Religión), y presentan un sumario de doctrina con los siete Concilios Ecuménicos y los Escritos de los Padres de la Iglesia. Sus jurisdicciones no son numerosas y a menudo se dividen en nuevas iglesias. Estudios acerca de estas iglesias de continuación sitúan su número aproximado entre 200 y 600, sobre todo en Norteamérica, llamadas "iglesias de continuación" las cuales pueden remontar su origen hasta la ya mencionada reunión en Saint Louis. En junio de 2005, el "Directorio de Parroquias Anglicanas y Episcopales Tradicionales", publicado por la "Fraternidad de Clérigos Preocupados", incluyó información de más de 500 parroquias anglicanas de continuación, que solicitaron la incorporación de sus datos a la lista.

## Iglesias Anglicanas
Otros cuerpos eclesiásticos sin comunión con el Arzobispo de Canterbury son: La Iglesia Episcopal Reformada (REC, por sus siglas en inglés: Reformed Episcopal Church) en los Estados Unidos de América , que se separó de la Iglesia Episcopal en 1873 por su oposición al avance del Anglo-Catolicismo; La Iglesia Libre de Inglaterra (Free Church of England), fundada en 1844 por motivos similares; la Iglesia Ortodoxa Anglicana otro cuerpo confesante fundado en 1963, y la Iglesia Evangélica Episcopal. También aparece en este siglo la nueva Provincia de la Iglesia Anglicana de Norteamérica (ACNA) en comunión con Forward in Faith.
Estas iglesias, muy numerosas, no se consideran a sí mismas como iglesias anglicanas continuantes aunque de líneas anglo-católicas rechazan el vaticanismo como parte de sus prácticas, sin embargo, algunas iglesias como la Iglesia Episcopal Reformada ha estrechado recientemente sus lazos con algunos miembros de este movimiento, firmando para ello acuerdos con varias iglesias de continuación como la Provincia Anglicana de Norteamérica.
Igualmente surge en años recientes la Iglesia Internacional Anglicana Episcopal con sede metropolitana en Gran Bretaña, que cubre el Reino Unido, Australia, África y la Europa continental, bajo la dirección del Arzobispo Norman Dutton, quien lidera este movimiento de Iglesias anglicanas. Finalmente se une la Provincia de la Iglesia Anglicana de Norteamérica (ACNA) bajo el tutelaje del Movimiento de Forward in Faith.
Recientemente algunas Iglesias no continuantes han tomado fuerza en el continente sudamericano, estas permanecen completamente adheridas a los postulados históricos contenidos en los 39 artículos de la religión (documento oficial del anglicanismo), estas se reconocen a sí mismas como Anglicanos Reformados, entre ellas se destaca el liderazgo de la Iglesia Reformada Confesante Anglicana "IRCA", con sede en Colombia y de la Iglesia Reformada Anglicana de Brasil.

## En América Latina
El Movimiento Continuante Anglicano, marcó su iniciación en Guatemala, Centroamérica y en Colombia, Sudamérica, alrededor de 1988, cuando el Obispo Albert Arthur Chambers, el fundador e iniciador del Movimiento Anglicano de Continuación, decidió solicitar a la Iglesia Anglicana de Norteamérica, más tarde conocida como la Iglesia Católica Anglicana de Norteamérica, constituida por Canadá y Estados Unidos de América, y se iniciaran las misiones en Guatemala y con el Obispo Rubén Rodríguez de Guatemala para Centroamérica, y para Colombia y Sudamérica al Arzobispo Víctor Manuel Cruz Blanco con el finado Obispo Justo Pastor Ruiz (QPD). 
Los obispos originales liderados por el Arzobispo Thomas Justin Kleppinger de la Anglican Catholic Church de Estados Unidos de América tuvieron especial atención a la recomendación y solicitud directa del Obispo Albert Chambers para América Latina en designar, y ordenar obispos que atendieran los territorios de América Latina. Actualmente la única diócesis original del anglocatolicismo en Sudamérica está liderada por la Iglesia Anglicana del Caribe y la Nueva Granada con el Arzobispo Víctor Manuel Cruz Blanco, designado oficialmente por el Obispó Albert Chambers.

## Lista de Iglesias
La siguiente es una lista de iglesias comúnmente llamadas "anglicanas de continuación" con el número aproximado de parroquias mostradas entre paréntesis. Algunas tienen también parroquias afiliadas en otros países.
- Todas las iglesias que pertenecen oficialmente a Comunión Anglicana Tradicional
- Iglesia Anglicana Americana (12)
- Iglesia Católica Anglicana (87)
- Iglesia Católica Anglicana de Canadá (45)
- Iglesia Anglicana en América (100)
- Iglesia Anglicana de Virginia (18)
- Iglesia Episcopal Anglicana (14)
- Iglesia Anglocatólica de Argentina Archivado el 27 de septiembre de 2019 en Wayback Machine. (5)
- Iglesia Ortodoxa Anglicana (7)
- Provincia Católica Anglicana Cristo Resucitado (60)
- Provincia Anglicana de América (103)
- Provincia Anglicana de Cristo Rey (44)
- Iglesia Episcopal Cristiana (5)
- Diócesis de los Grandes Lagos (5)
- Diócesis de la Santa Cruz (21)
- Iglesia Misionera Episcopal (35)
- Iglesia Anglicana Ortodoxa (12)
- Iglesia Episcopal del Sur (3)
- Iglesia Unida Anglicana (10)
- Iglesia Unida Episcopal de Norteamérica (24)
- Iglesia católica episcopal antigua - Misión en Chile, Uruguay y Argentina (4)
- Diócesis Episcopal del Uruguay, Misión Episcopal del Uruguay (2)

### Comunión Anglicana TradicionalIglesias de la comunión
Miembros de la comunión:

África
- Iglesia Anglicana en Sudáfrica - Rito Tradicional (The Anglican Church in Southern Africa - Traditional Rite) (una diócesis en Sudáfrica y Zimbabue)
- The Church of Umzi Wase Tiyopia (una diócesis en Sudáfrica)
- Comunión Anglicana Continuante en Zambia (Continuing Anglican Communion in Zambia)[2] (una diócesis en Zambia)

América
- Iglesia Anglicana en América (The Anglican Church in America)[3]
  - Diócesis del Noreste (Diocese of the Northeast) (Connecticut, Maine, Massachusetts, Nuevo Hampshire, Nueva York, Rhode Island, Vermont).[4]
  - Diócesis del Oriente de los Estados Unidos (Diocese of the Eastern United States) (Alabama, Delaware, The District of Columbia, Florida, Georgia, Kentucky, Luisiana, Maryland, Misisipi, Nueva Jersey, Carolina del Norte, Pensilvania, Carolina del Sur, Tennessee, Virginia, West Virginia).[5]
  - Diócesis del Valle del Misuri (Diocese of the Missouri Valley) (Arkansas, Colorado, Illinois, Indiana, Iowa, Kansas,  Míchigan, Minnesota, Misuri, Nebraska, Dakota del Norte,  Ohio, Oklahoma, Dakota del Sur, Texas, Wisconsin).[6]
  - Diócesis del Occidente (Diocese of the West) (Alaska, Arizona, California, Hawái, Idaho, Montana, Nevada, Nuevo México, Oregón, Utah, Washington, Wyoming).[7]
  - Diócesis Misionera de Puerto Rico y el Caribe (The Missionary Diocese of Puerto Rico and The Caribbean).
  - Capellanía Militar de la Iglesia Anglicana en América (Military Chaplaincy of the Anglican Church in America).[8]
- Iglesia Católica Anglicana del Canadá (The Anglican Catholic Church of Canada) (una diócesis en Canadá).
- Iglesia Anglicana Tradicional Provincia de Latino-América (Traditional Anglican Church Latin America Province "TACLAP").
  - Diócesis Misionera Anglicana de Centroamérica y México (Missionary Diocese of Central America and Mexico) (Guatemala, su jurisdicción se extiende a América del Sur, América Central y México).

Asia
- Iglesia Anglicana en la India (The Anglican Church in India) (una diócesis en la India)
- Iglesia Ortodoxa de Pakistán (The Orthodox Church of Pakistan) (una diócesis en Pakistán)
- Santa Iglesia Cristiana del Japón (The Nippon Kinsuto Sei Ko Kai) (una diócesis en Japón)
- Iglesia Sociedad Misionera (Church Missionary Society) (una diócesis en el sur de la India)

Oceanía
- Iglesia Católica Anglicana de Australia (The Anglican Catholic Church of Australia) (una diócesis en Australia y una parroquia en Auckland, Nueva Zelandia)

- Iglesia del Estrecho de Torres (The Church of Torres Strait) (una diócesis en las islas australianas del estrecho de Torres en el Estado de Queensland)

Europa
- Iglesia Anglicana Tradicional (The Traditional Anglican Church) (una diócesis en Inglaterra, Escocia y Gales, y un capellán en Francia)
  - Iglesia de Escocia
  - Iglesia Presbiteriana Reformada de Irlanda (Belfast, Irlanda del Norte, UK. Con jurisdicción en Irlanda del Norte y Irlanda)
  - Iglesia Presbiteriana de Gales
- Iglesia de Irlanda - Rito Tradicional (The Church of Ireland - Traditional Rite) (una diócesis para las dos partes de Irlanda)